# コヨアカン
コヨアカン（Coyoacán、ナワトル語で「コヨーテの地」という意味）は、メキシコシティの16の管轄区域（demarcaciones territoriales、2016年までは行政区（delegaciones）と呼ばれた）のひとつ。
面積約54.5km2（連邦直轄地区全体の3.6パーセント）のメキシコシティ市内西南部に位置する歴史的な地区で、現在はプラザ・センテナリオ公園(Plaza Jardin Centenario)とイダルゴ広場（Plaza Hidalgo）を中心にコロニアルスタイルの高級住宅街や博物館が立ち並ぶ文化地区。民芸品店、骨董品店、工芸品店、あるいは瀟洒な飲食店などが軒を連ねる観光スポットで、毎週土日曜日にはアクセサリーや雑貨など、数多くの露天商による市が立つメキシコシティ市民の憩いの場ともなっている。
反骨の壁家画ディエゴ・リベラ、その妻となった画家のフリーダ・カーロ、フランスの詩人アンドレ・ブルトン、ロシアの革命家レフ・トロツキー、あるいはヴァイオリニストの黒沼ユリ子などの芸術家や革命家が住居を構えた地として著名である。
フリーダ・カーロの生家であった通称「青の家」（La Casa Azul）は、現在フリーダ・カーロ博物館（Museo de Frida Kahlo）になっており、またレフ・トロツキーの住んでいた家もレフ・トロツキー博物館（Museo Casa de Leon Trotsky）となっている。
西部はメキシコ国立自治大学のメインキャンパス（大学都市）になっており、2007年にUNESCO世界遺産に指定された。
1972年にプラハから渡墨（メキシコに移住）して以来メキシコシティで活躍するヴァイオリニストの黒沼ユリ子は、一時期コヨアカンに住んでいたこともあって、1980年秋、コヨアカンにメキシコ政府公認非営利法人音楽院、アカデミア・ユリコ・クロヌマ（Academia de Yuriko Kuronuma、弦楽器専門の音楽学校）を開設、弦楽器教育と日墨文化交流を実践する場とした。1986年に、メキシコ政府より、文化交流に貢献した外国人に与えられる最高の勲章「アステカの鷹勲章」を受章している。音楽学校を巣立った人数は25周年を迎えた2005年で累計1000人以上に上り、その一部は、現役の弦楽器奏者として活躍している。
また、ラテン歌手の八木啓代も、コヨアカンでコロニアル風のマンションを所有。ここを、ラテン・アメリカで活躍する際の拠点としている。

## 関連文献
- 黒沼ユリ子『メキシコの輝き　コヨアカンに暮らして』（岩波新書）、岩波書店、1989年7月、ISBN 4004300797
- 黒沼ユリ子『メキシコのわが家へようこそ』主婦と生活社、1996年10月、ISBN 4391119404
- 黒沼ユリ子『ヴァイオリン・愛はひるまない　プラハからメキシコへ』海竜社、2001年12月、ISBN 4759306943
- 八木啓代著『ラテン女のタフで優雅な生き方 Asi como soy 自分のスタイルを求めて』大和出版、1998年6月、ISBN 480470230X所収